# Müritz (huyện)
Müritz là một huyện cũ phía nam của bang Mecklenburg-Vorpommern, Đức. Huyện này được đặt tên theo hồ Müritz. Các huyện giáp ranh là (từ phía bắc theo chiều kim đồng hồ) Demmin, Mecklenburg-Strelitz, thành phố không thuộc huyện Neubrandenburg, huyện Ostprignitz-Ruppin ở Brandenburg, Parchim và Güstrow.
Huyện Müritz bao gồm gần như một nửa của diện tích hồ Müritz và vườn quốc gia Müritz. Hồ Müritz có diện tích 117 km², là hồ lớn thứ nhì ở Đức sau hồ Constance.
Huyện đã được lập vào ngày 12 tháng 6 năm 1994 thông qua việc hợp nhất các huyện cũ Röbel và Waren, cũng như một vài đô thị từ các huyện Malchin và Neustrelitz. Tháng 9 năm 2011, huyện được sáp nhập vào huyện mới Mecklenburgische Seenplatte.

## Thị xã và đô thị
| Thị xã không thuộc Amt |
| ---------------------- |
| 1. Waren               |

| Ämter | Ämter | Ämter |
| --- | --- | --- |
| - 1. Malchow 1. Alt Schwerin 2. Fünfseen 3. Göhren-Lebbin 4. Malchow1, 2 5. Nossentiner Hütte 6. Penkow 7. Silz 8. Walow 9. Zislow - 2. Penzliner Land 1. Ankershagen 2. Groß Flotow 3. Groß Vielen 4. Klein Lukow 5. Krukow 6. Lapitz 7. Mallin 8. Marihn 9. Möllenhagen 10. Mollenstorf 11. Penzlin1, 2 12. Puchow | - 3. Röbel-Müritz 1. Altenhof 2. Bollewick 3. Buchholz 4. Bütow 5. Fincken 6. Gotthun 7. Grabow-Below 8. Groß Kelle 9. Jaebetz 10. Kambs 11. Kieve 12. Lärz 13. Leizen 14. Ludorf 15. Massow 16. Melz 17. Priborn 18. Rechlin 19. Röbel1, 2 20. Schwarz 21. Sietow 22. Stuer 23. Vipperow 24. Wredenhagen 25. Zepkow | - 4. Seenlandschaft Waren [seat: Waren] 1. Grabowhöfe 2. Groß Dratow 3. Groß Gievitz 4. Groß Plasten 5. Hinrichshagen 6. Hohen Wangelin 7. Jabel 8. Kargow 9. Klink 10. Klocksin 11. Lansen-Schönau 12. Moltzow 13. Neu Gaarz 14. Schloen 15. Schwinkendorf 16. Torgelow am See 17. Varchentin 18. Vielist 19. Vollrathsruhe |
| 1thủ phủ của Amt; 2thị xã | | |